# JandaJel

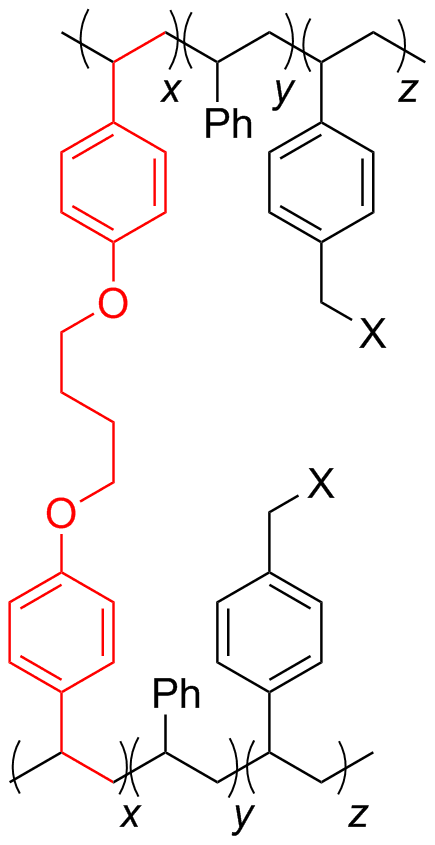
Фрагмент структуры смолы JandaJel

JandaJel — полимерный носитель на основе полистирола, используемый в органическом синтезе. Отличием от аналогов является более гибкий кросслинкер, по сравнению с дивинилбензолом в смоле Меррифилда. Такая сшивка приводит к тому, что JandaJel лучше набухает в стандартных органических растворителях, а связанные с ним молекулы субстрата или реагента становятся более доступными для участия в химических реакциях. Таким образом, реакции приобретают более гомогенный характер, по сравнению с реакциями на других обычных для твердофазного синтеза носителях. Как результат, возрастает скорость и выход реакции.

## Структура и физические свойства
В качестве кросслинкера в носителе JandaJel используется 1,4-бис(4-винилфенокси)бутан — более гибкий и полярный аналог дивинилбензола. Вместе со стиролом и функционализированным стиролом он подвергается суспензионной сополимеризации, давая JandaJel с различной загрузкой и свойствами, которые регулируются соотношением мономеров. JandaJel может быть функционализирован различными группами: бензилхлоридом (JJ-Cl), бензиловым спиртом (JJ-OH), бензиламином (JJ-NH2) и тритиловым спиртом (JJ-Tr-OH). Соответственно, в качестве функционализированных стиролов применяются 4-винилбензилхлорид, 4-винилбензиловый спирт, N-(4-винилбензилфталимид) и (4-винилфенил)дифенилметанол.
Свойства смолы исследовали методами флуоресцентной спектроскопии, ЭПР-спектроскопии и ЯМР-спектроскопии. Так, было показано, что существует отличная корреляция между степенью набухания JandaJel и сольватацией присоединённых к смоле молекул. Сложноэфирные молекулы, соединённые со смолой, реагировали с аммиаком быстрее при большей степени набухания носителя.
Смола JandaJel не растворима ни в одном растворителе. Набухает в бензоле, диоксане, хлористом метилене, диметилформамиде, тетрагидрофуране и толуоле. Не набухает в диэтиловом эфире, этаноле, петролейном эфире, метаноле и воде.

## Применение
Изначально JandaJel создавался как аналог смолы Меррифилда, более устойчивый к сильноосновным реагентам (например, литийорганическим соединениям), эфирным растворителям (тетрагидрофуран) и низким температурам. Первым применением этой смолы стал синтез библиотеки фталидов, на одной из стадий синтеза которых носитель обрабатывался н-бутиллитием. Также JandaJel хорошо проявил себя в синтезе пептидов, будучи испытан в синтезе классической «трудной» последовательности ACP(65-74).
JandaJel использовали для доставки в реакционную смесь катализаторов и реагентов. Повышенное набухание здесь также является преимуществом, поскольку достаточно полная сольватация переходных состояний с участием реагентов и катализаторов важна не только для протекания реакции, но и для хорошего стереохимического результата при асимметрическом катализе. Так, при помощи JandaJel в реакции доставляли иммобилизованный хиральный катализатор Якобсена, получая продукт эпоксидирования стирола с 51 % ee, тогда как растворимый катализатор давал 57 % ee, а катализатор, связанный со смолой Меррифилда — лишь 35 % ee.